# Tonight (Elton John)
Tonight è un brano composto ed interpretato dall'artista britannico Elton John; il testo è di Bernie Taupin.

## Il brano
Proviene dall'album del 1976 Blue Moves, e riflette al meglio lo stato d'animo del compositore inglese: John era all'epoca in preda alla depressione, devastato da alcool e droghe. 
La melodia è decisamente malinconica, ma a tratti aggressiva e violenta: il pianoforte ne costituisce la base, mentre a James Newton Howard è affidato il compito di dirigere la London Symphony Orchestra; il complesso si fa notare in tutto il pezzo dando maggior risalto agli accordi pianistici. 
Dopo la lunga intro orchestrale, inizia la performance vocale di John: la drammaticità della voce (nel brano Elton fa frequente uso del falsetto) contribuisce ad evidenziare il testo di Bernie (letteralmente Stanotte), concernente con ogni probabilità una tormentata relazione tra un uomo e una donna.
Tonight è stata accolta molto favorevolmente dalla critica (per esempio, AllMusic la elogia chiaramente) e talvolta è stata eseguita nei live della rockstar, specialmente nei solo piano e nei concerti con l'orchestra (in questi casi viene normalmente fatta precedere dalla strumentale Carla Etude), oltre che negli spettacoli con Ray Cooper (normalmente la precede Funeral for a Friend).
Una versione edit di Tonight senza la parte intro-strumentale si può rintracciare sul CD Love Songs del 1982, mentre esiste anche una versione del brano cantata da George Michael contenuta nell'album tributo Two Rooms: Celebrating the Songs of Elton John and Bernie Taupin.